# Centaurea cuspidata
Centaurea cuspidata — вид квіткових рослин айстрових (Asteraceae). Ендемік Хорватії.

## Морфологічна характеристика
Багаторічна рослина 15–30 см. Листки неподільні, яйцювато-ланцетні, цілокраї або при основі зубчасті, зверху зелені, знизу сіро-запушені. Квіткові голови одиночні. Обгортка куляста, придатки на верхівці шилуваті. Квітки трояндові. Квітне влітку.

## Середовище
Населяє кам'янисті місцевості.